# Stjärnkammaren

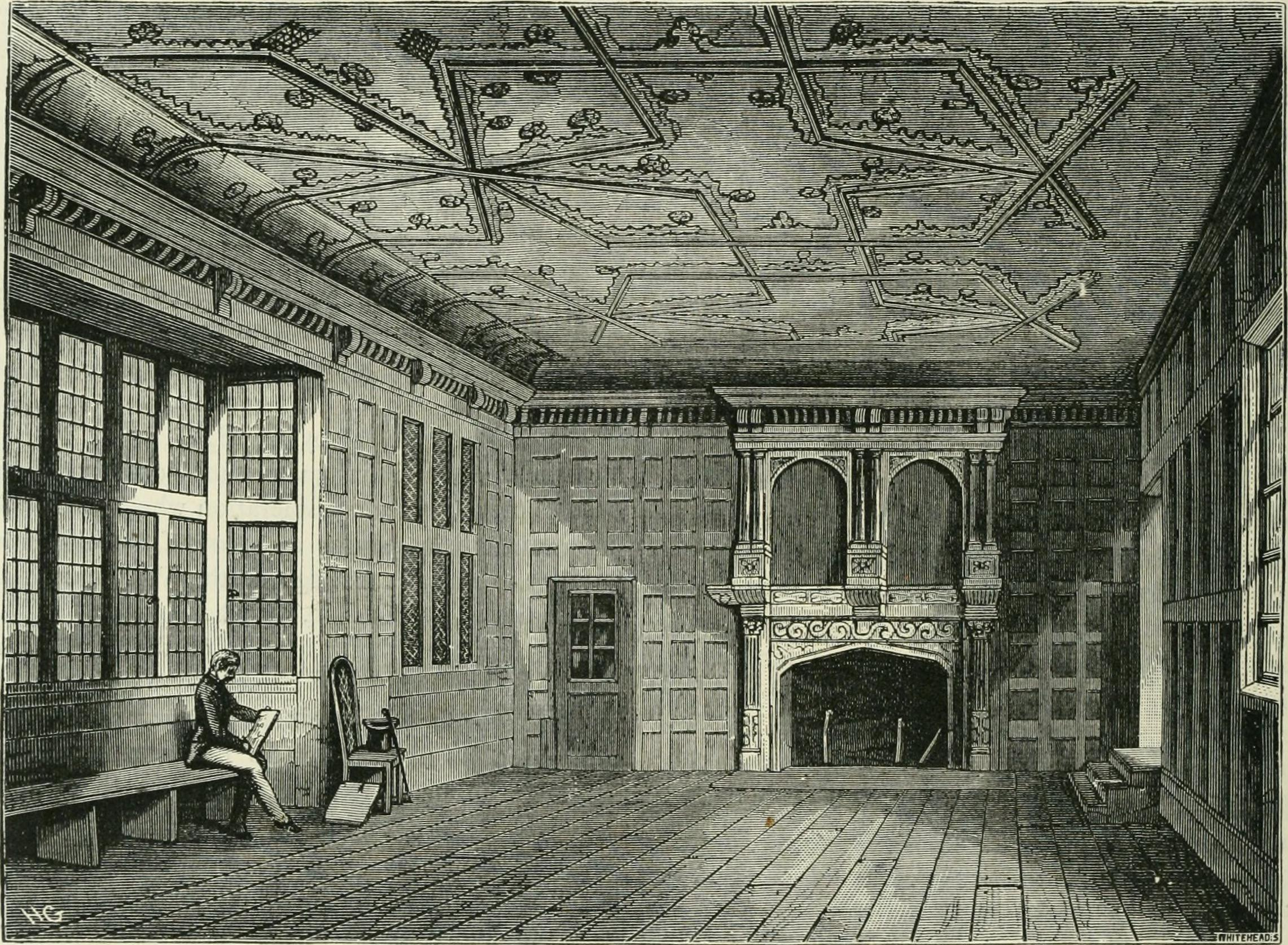
Gravyr av Stjärnkammaren från Old and New London: A Narrative of Its History, Its People, and Its Places (1873).

Stjärnkammaren (eng. Star Chamber, lat. Camera stellata) var namnet på en engelsk överdomstol som erhöll sin första instruktion av Henrik VI år 1453. Rättsskipning i Stjärnkammaren omtalas dock redan i en stadga från 1341.
Stjärnkammaren fick betydligt utvidgad makt under Henrik VII och Henrik VIII. Denna domstol, som sannolikt hade sitt namn efter det med stjärnor målade taket i sessionsrummet, var egentligen ett utskott av rådet, men berodde till sin sammansättning i hög grad av kungens godtycke. På Henrik VII:s och Henrik VIII:s tid lades under dess domvärjo sådana förbrytelser, som ansågs alltför allvarliga för att behandlas av de vanliga domstolarna. Gränserna för dess jurisdiktion var till den grad obestämda, att - som juristen W. Hudson skrev på 1600-talet - "alla förbrytelser kunde där undersökas och bestraffas, om kungen ville". 
I strid mot vanlig lag ägde Stjärnkammaren rätt att döma efter hörsägen och nyttja tortyr, och någon jury förekom inte vid dess rättskipning. Den kunde ådöma alla slags straff utom dödsstraff. Sålunda organiserad, användes den särskilt av de stuartska kungarna (förra hälften av 1600-talet) som ett kraftigt medel till den individuella och nationella frihetens förtryckande, medan den däremot under deras företrädare av huset Tudor mestadels brukats i ordningens tjänst mot stormännens självsvåld och som ett medel att undvika dessas otillbörliga inflytande på de vanliga domstolarnas juryer. Domstolen upphävdes 1641, samtidigt med den lika förhatliga Höga kommissionen av Långa parlamentet. 